# James E. Rogan
James Edward Rogan, född 21 augusti 1957 i San Francisco i Kalifornien, är en amerikansk republikansk politiker och jurist. Han var ledamot av USA:s representanthus 1997–2001.
Rogan studerade vid Chabot Community College, University of California, Berkeley och UCLA School of Law.
Rogan efterträdde 1997 Carlos Moorhead som kongressledamot och efterträddes 2001 av Adam Schiff.